# Elezioni comunali in Piemonte del 1990
Le elezioni comunali in Piemonte del 1990 si tennero il 6-7 maggio e il 2-3 dicembre.

## Provincia di Torino

### Torino
| Partito                                                          | Partito                                     | Voti    | %     | Seggi | Differenza (%) | /       |
| ---------------------------------------------------------------- | ------------------------------------------- | ------- | ----- | ----- | -------------- | ------- |
|                                                                  | Partito Comunista Italiano                  | 189 507 | 28,44 | 24    | 6,92           | 6       |
|                                                                  | Democrazia Cristiana                        | 131 128 | 19,68 | 17    | 3,77           | 3       |
|                                                                  | Partito Socialista Italiano                 | 82 443  | 12,37 | 10    | 0,90           | 1       |
|                                                                  | Partito Repubblicano Italiano               | 49 844  | 7,48  | 6     | 0,36           | Stabile |
|                                                                  | Partito Liberale Italiano                   | 42 034  | 6,31  | 3     | 0,43           | Stabile |
|                                                                  | Lista Verde                                 | 41 937  | 6,29  | 5     | 4,66           | 4       |
|                                                                  | Movimento Sociale Italiano-Destra Nazionale | 31 003  | 4,65  | 4     | 1,25           | 1       |
|                                                                  | Lega Nord Piemont Autonomista               | 26 954  | 4,04  | 3     | 3,21           | 3       |
|                                                                  | Partito Socialista Democratico Italiano     | 17 066  | 2,56  | 2     | 0,79           | Stabile |
|                                                                  | Partito Pensionati                          | 16 411  | 2,46  | 2     | 1,82           | 2       |
|                                                                  | Union Piemontèisa                           | 11 549  | 1,73  | 1     | -              | 1       |
|                                                                  | Antiproibizionisti sulla droga              | 10 310  | 1,55  | 1     | 0,35           | Stabile |
|                                                                  | Impegno Torino                              | 7 335   | 1,10  | 0     | -              | -       |
|                                                                  | Democrazia Proletaria                       | 6 034   | 0,91  | 0     | 0,62           | 1       |
|                                                                  | Lista Azzurra                               | 2 842   | 0,43  | 0     | -              | -       |
| Totale                                                           | Totale                                      | 666 397 | 100   | 80    |                |         |
| Votanti                                                          | Votanti                                     | 714 984 | 85,33 |       |                |         |
| Elettori                                                         | Elettori                                    | 837 951 | 100   |       |                |         |
| Fonte: Archivio storico delle elezioni - Ministero dell'Interno. |                                             |         |       |       |                |         |

### Alpignano
| Partito                                                          | Partito                                     | Voti   | %     | Seggi | Differenza (%) | /       |
| ---------------------------------------------------------------- | ------------------------------------------- | ------ | ----- | ----- | -------------- | ------- |
|                                                                  | Partito Comunista Italiano                  | 3 128  | 28,42 | 9     | 7,01           | 2       |
|                                                                  | Partito Socialista Italiano                 | 2 157  | 19,60 | 6     | 4,69           | 1       |
|                                                                  | Democrazia Cristiana                        | 1 878  | 17,06 | 5     | 0,31           | Stabile |
|                                                                  | Lista Verde-Verdi Arcobaleno                | 1 283  | 11,66 | 4     | -              | 4       |
|                                                                  | Città Amica                                 | 1 024  | 9,30  | 3     | 2,40           | Stabile |
|                                                                  | Partito Repubblicano Italiano               | 452    | 4,11  | 1     | 0,49           | Stabile |
|                                                                  | Lega Nord Piemont Autonomista               | 443    | 4,03  | 1     | -              | 1       |
|                                                                  | Partito Socialista Democratico Italiano     | 375    | 3,41  | 1     | 0,38           | Stabile |
|                                                                  | Movimento Sociale Italiano-Destra Nazionale | 265    | 2,41  | 0     | 0,93           | 1       |
| Totale                                                           | Totale                                      | 11 005 | 100   | 30    |                |         |
| Votanti                                                          | Votanti                                     | 11 795 | 90,42 |       |                |         |
| Elettori                                                         | Elettori                                    | 13 044 | 100   |       |                |         |
| Fonte: Archivio storico delle elezioni - Ministero dell'Interno. |                                             |        |       |       |                |         |

### Beinasco
|                                                                  | Partito Comunista Italiano                  | 4 217  | 32,17 | 11 | 8,43 | 2       |   |   |
|                                                                  | Democrazia Cristiana                        | 2 927  | 22,33 | 7  | 0,12 | Stabile |   |   |
|                                                                  | Partito Socialista Italiano                 | 2 350  | 17,93 | 6  | 0,43 | Stabile |   |   |
|                                                                  | Lista Verde                                 | 1 143  | 8,72  | 3  | -    | 3       |   |   |
|                                                                  | Lega Nord Piemont Autonomista               | 727    | 5,55  | 1  | 3,67 | 1       |   |   |
|                                                                  | Partito Repubblicano Italiano               | 554    | 4,23  | 1  | 2.45 | 1       |   |   |
|                                                                  | Partito Liberale Italiano                   | 428    | 3,27  | 1  | 0,20 | Stabile |   |   |
|                                                                  | Movimento Sociale Italiano-Destra Nazionale | 316    | 2,41  | 0  | 1.15 | 1       |   |   |
|                                                                  | Lista civica                                | 238    | 1,82  | 0  | -    | -       |   |   |
|                                                                  | Partito Socialista Democratico Italiano     | 208    | 1,59  | 0  | 1,42 | Stabile | - | - |
| Totale                                                           | Totale                                      | 13 108 | 100   | 30 |      |         |   |   |
| Votanti                                                          | Votanti                                     | 14 148 | 91,93 |    |      |         |   |   |
| Elettori                                                         | Elettori                                    | 15 390 | 100   |    |      |         |   |   |
| Fonte: Archivio storico delle elezioni - Ministero dell'Interno. |                                             |        |       |    |      |         |   |   |

### Carmagnola
| Partito                                                          | Partito                                     | Voti   | %     | Seggi | Differenza (%) | /       |
| ---------------------------------------------------------------- | ------------------------------------------- | ------ | ----- | ----- | -------------- | ------- |
|                                                                  | Democrazia Cristiana                        | 7 645  | 46,25 | 16    | 1,58           | 1       |
|                                                                  | Partito Comunista Italiano                  | 3 082  | 18,64 | 6     | 1,10           | 1       |
|                                                                  | Partito Socialista Italiano                 | 1 165  | 7,05  | 2     | 1,19           | Stabile |
|                                                                  | Lista Verde                                 | 1 017  | 6,15  | 2     | -              | 2       |
|                                                                  | Partito Socialista Democratico Italiano     | 919    | 5,56  | 1     | 5,63           | 3       |
|                                                                  | Union Piemontèisa                           | 800    | 4,84  | 1     | -              | 1       |
|                                                                  | Lega Nord Piemont Autonomista               | 559    | 3,38  | 1     | -              | 1       |
|                                                                  | Partito Repubblicano Italiano               | 550    | 3,33  | 1     | 0,81           | 1       |
|                                                                  | Partito Liberale Italiano                   | 410    | 2,48  | 0     | 2,59           | 1       |
|                                                                  | Movimento Sociale Italiano-Destra Nazionale | 384    | 2,32  | 0     | 0,80           | 1       |
| Totale                                                           | Totale                                      | 16 531 | 100   | 30    |                |         |
| Votanti                                                          | Votanti                                     | 17 932 | 91,33 |       |                |         |
| Elettori                                                         | Elettori                                    | 19 634 | 100   |       |                |         |
| Fonte: Archivio storico delle elezioni - Ministero dell'Interno. |                                             |        |       |       |                |         |

### Chieri
| Partito                                                          | Partito                                     | Voti   | %     | Seggi | Differenza (%) | /       |
| ---------------------------------------------------------------- | ------------------------------------------- | ------ | ----- | ----- | -------------- | ------- |
|                                                                  | Democrazia Cristiana                        | 7 789  | 37,54 | 16    | 0,91           | Stabile |
|                                                                  | Partito Socialista Italiano                 | 3 827  | 18,45 | 8     | 3,85           | 2       |
|                                                                  | Insieme per Chieri                          | 3 591  | 17,31 | 6     | 6,20           | 4       |
|                                                                  | Lista Verde-Verdi Arcobaleno                | 1 435  | 6,92  | 2     | 3,33           | 1       |
|                                                                  | Socialisti Indipendenti                     | 1 146  | 5,52  | 2     | -              | 2       |
|                                                                  | Partito Repubblicano Italiano               | 1 050  | 5,06  | 2     | 2,02           | 1       |
|                                                                  | Movimento Sociale Italiano-Destra Nazionale | 529    | 2,55  | 1     | 2,05           | 1       |
|                                                                  | Partito Socialista Democratico Italiano     | 380    | 1,83  | 0     | 2,05           | 1       |
| Totale                                                           | Totale                                      | 20 746 | 100   | 40    |                |         |
| Votanti                                                          | Votanti                                     | 22 617 | 89,02 |       |                |         |
| Elettori                                                         | Elettori                                    | 25 393 | 100   |       |                |         |
| Fonte: Archivio storico delle elezioni - Ministero dell'Interno. |                                             |        |       |       |                |         |

### Chivasso
| Partito                                                          | Partito                                     | Voti   | %     | Seggi | Differenza (%) | /       |
| ---------------------------------------------------------------- | ------------------------------------------- | ------ | ----- | ----- | -------------- | ------- |
|                                                                  | Democrazia Cristiana                        | 5 288  | 30,27 | 10    | 0,81           | Stabile |
|                                                                  | Partito Socialista Italiano                 | 3 941  | 22,56 | 7     | 1,15           | 2       |
|                                                                  | Partito Comunista Italiano                  | 3 426  | 19,61 | 6     | 4,80           | 2       |
|                                                                  | Lista Verde                                 | 1 262  | 7,22  | 2     | 3,36           | 1       |
|                                                                  | Partito Repubblicano Italiano               | 997    | 5,71  | 1     | 0,78           | 1       |
|                                                                  | Partito Socialista Democratico Italiano     | 707    | 4,05  | 1     | 0,79           | Stabile |
|                                                                  | Lega Nord Piemont Autonomista               | 625    | 3,58  | 1     | -              | 1       |
|                                                                  | Partito Liberale Italiano                   | 540    | 3,09  | 1     | 1,67           | Stabile |
|                                                                  | Movimento Sociale Italiano-Destra Nazionale | 499    | 2,86  | 1     | 0,87           | Stabile |
|                                                                  | Per l'Alternativa                           | 183    | 1,05  | 0     | -              | -       |
| Totale                                                           | Totale                                      | 17 468 | 100   | 30    |                |         |
| Votanti                                                          | Votanti                                     | 18 669 | 89,74 |       |                |         |
| Elettori                                                         | Elettori                                    | 20 803 | 100   |       |                |         |
| Fonte: Archivio storico delle elezioni - Ministero dell'Interno. |                                             |        |       |       |                |         |

### Collegno
| Partito                                                          | Partito                                     | Voti   | %     | Seggi | Differenza (%) | /       |
| ---------------------------------------------------------------- | ------------------------------------------- | ------ | ----- | ----- | -------------- | ------- |
|                                                                  | Partito Comunista Italiano                  | 11 297 | 34,57 | 15    | 7,14           | 3       |
|                                                                  | Partito Socialista Italiano                 | 6 408  | 19,61 | 8     | 1,65           | 1       |
|                                                                  | Democrazia Cristiana                        | 5 723  | 17,51 | 8     | 1,55           | Stabile |
|                                                                  | Verdi Arcobaleno                            | 3 083  | 9,43  | 4     | -              | 4       |
|                                                                  | Lega Nord Piemont Autonomista               | 2 072  | 6,34  | 2     | -              | 2       |
|                                                                  | Partito Repubblicano Italiano               | 1 408  | 4,31  | 1     | 2,24           | 1       |
|                                                                  | Movimento Sociale Italiano-Destra Nazionale | 1 148  | 3,51  | 1     | 1,68           | 1       |
|                                                                  | Partito Liberale Italiano                   | 847    | 2,59  | 1     | 1,65           | Stabile |
|                                                                  | Partito Socialista Democratico Italiano     | 695    | 2,13  | 0     | 0,69           | 1       |
| Totale                                                           | Totale                                      | 32 681 | 100   | 40    |                |         |
| Votanti                                                          | Votanti                                     | 34 948 | 89,24 |       |                |         |
| Elettori                                                         | Elettori                                    | 39 160 | 100   |       |                |         |
| Fonte: Archivio storico delle elezioni - Ministero dell'Interno. |                                             |        |       |       |                |         |

### Grugliasco
| Partito                                                          | Partito                                     | Voti   | %     | Seggi | Differenza (%) | /       |
| ---------------------------------------------------------------- | ------------------------------------------- | ------ | ----- | ----- | -------------- | ------- |
|                                                                  | Partito Comunista Italiano                  | 9 074  | 33,32 | 15    | 7,67           | 2       |
|                                                                  | Partito Socialista Italiano                 | 6 402  | 23,51 | 10    | 2,27           | 1       |
|                                                                  | Democrazia Cristiana                        | 5 755  | 21,13 | 8     | 0,38           | Stabile |
|                                                                  | Lista Verde                                 | 1 446  | 5,31  | 2     | -              | 2       |
|                                                                  | Verdi Arcobaleno                            | 1 146  | 4,21  | 1     | -              | 1       |
|                                                                  | Lega Nord Piemont Autonomista               | 957    | 3,51  | 1     | -              | 1       |
|                                                                  | Movimento Sociale Italiano-Destra Nazionale | 760    | 2,79  | 1     | 1,59           | Stabile |
|                                                                  | Partito Repubblicano Italiano               | 687    | 2,52  | 1     | 0,70           | Stabile |
|                                                                  | Partito Socialista Democratico Italiano     | 590    | 2,17  | 0     | 1,80           | 1       |
|                                                                  | Partito Liberale Italiano                   | 414    | 1,52  | 0     | 0,81           | 1       |
| Totale                                                           | Totale                                      | 27 231 | 100   | 40    |                |         |
| Votanti                                                          | Votanti                                     | 28 947 | 90,73 |       |                |         |
| Elettori                                                         | Elettori                                    | 31 903 | 100   |       |                |         |
| Fonte: Archivio storico delle elezioni - Ministero dell'Interno. |                                             |        |       |       |                |         |

### Ivrea
| Partito                                                          | Partito                                     | Voti   | %     | Seggi | Differenza (%) | /       |
| ---------------------------------------------------------------- | ------------------------------------------- | ------ | ----- | ----- | -------------- | ------- |
|                                                                  | Democrazia Cristiana                        | 4 181  | 23,07 | 8     | 0,11           | 1       |
|                                                                  | Partito Comunista Italiano                  | 3 838  | 21,18 | 7     | 4,48           | 1       |
|                                                                  | Partito Socialista Italiano                 | 3 287  | 18,14 | 6     | 1,44           | 1       |
|                                                                  | Partito Repubblicano Italiano               | 2 009  | 11,08 | 3     | 3,41           | 2       |
|                                                                  | Lista Verde                                 | 1 397  | 7,71  | 2     | -              | 2       |
|                                                                  | Partito Socialista Democratico Italiano     | 789    | 4,35  | 1     | 2,95           | 1       |
|                                                                  | Lega Nord Piemont Autonomista               | 665    | 3,67  | 1     | -              | 1       |
|                                                                  | Per la Città                                | 549    | 3,03  | 1     | -              | 1       |
|                                                                  | Movimento Sociale Italiano-Destra Nazionale | 549    | 3,03  | 1     | 2,23           | Stabile |
|                                                                  | Lista Mimosa                                | 504    | 2,78  | 0     | -              | -       |
|                                                                  | Partito Liberale Italiano                   | 357    | 1,97  | 0     | 2,01           | 1       |
| Totale                                                           | Totale                                      | 18 125 | 100   | 30    |                |         |
| Votanti                                                          | Votanti                                     | 19 307 | 85,95 |       |                |         |
| Elettori                                                         | Elettori                                    | 22 462 | 100   |       |                |         |
| Fonte: Archivio storico delle elezioni - Ministero dell'Interno. |                                             |        |       |       |                |         |

### Moncalieri
| Partito                                                          | Partito                                     | Voti   | %     | Seggi | Differenza (%) | /       |
| ---------------------------------------------------------------- | ------------------------------------------- | ------ | ----- | ----- | -------------- | ------- |
|                                                                  | Partito Socialista Italiano                 | 9 785  | 23,99 | 10    | 0,85           | Stabile |
|                                                                  | Partito Comunista Italiano                  | 9 613  | 23,57 | 10    | 6,03           | 2       |
|                                                                  | Democrazia Cristiana                        | 9 404  | 23,05 | 10    | 1,43           | Stabile |
|                                                                  | Partito Liberale Italiano                   | 2 164  | 5,30  | 2     | 0,36           | Stabile |
|                                                                  | Lega Nord Piemont Autonomista               | 2 048  | 5,02  | 2     | -              | 2       |
|                                                                  | Partito Repubblicano Italiano               | 1 998  | 4,90  | 2     | 2,12           | 1       |
|                                                                  | Lista Verde                                 | 1 995  | 4,89  | 2     | -              | 2       |
|                                                                  | Movimento Sociale Italiano-Destra Nazionale | 1 546  | 3,79  | 1     | 1,23           | 1       |
|                                                                  | Verdi Arcobaleno                            | 1 415  | 3,41  | 1     | -              | 1       |
|                                                                  | Partito Socialista Democratico Italiano     | 825    | 2,02  | 0     | 0,97           | 1       |
| Totale                                                           | Totale                                      | 40 793 | 100   | 40    |                |         |
| Votanti                                                          | Votanti                                     | 43 797 | 88,95 |       |                |         |
| Elettori                                                         | Elettori                                    | 49 238 | 100   |       |                |         |
| Fonte: Archivio storico delle elezioni - Ministero dell'Interno. |                                             |        |       |       |                |         |

### Nichelino
| Partito                                                          | Partito                                     | Voti   | %     | Seggi | Differenza (%) | /       |
| ---------------------------------------------------------------- | ------------------------------------------- | ------ | ----- | ----- | -------------- | ------- |
|                                                                  | Partito Comunista Italiano                  | 10 176 | 33,55 | 14    | 6,94           | 3       |
|                                                                  | Partito Socialista Italiano                 | 7 796  | 25,70 | 11    | 2,97           | 1       |
|                                                                  | Democrazia Cristiana                        | 6 497  | 21,42 | 9     | 1,10           | 1       |
|                                                                  | Lista Verde                                 | 1 816  | 5,99  | 2     | -              | 2       |
|                                                                  | Partito Socialista Democratico Italiano     | 1 415  | 4,66  | 2     | 0,70           | Stabile |
|                                                                  | Movimento Sociale Italiano-Destra Nazionale | 852    | 2,81  | 1     | 0,82           | Stabile |
|                                                                  | Lega Nord Piemont Autonomista               | 807    | 2,66  | 1     | -              | 1       |
|                                                                  | Partito Repubblicano Italiano               | 601    | 1,98  | 0     | 0,52           | 1       |
|                                                                  | Partito Liberale Italiano                   | 374    | 1,23  | 0     | 1,11           | 1       |
| Totale                                                           | Totale                                      | 30 334 | 100   | 40    |                |         |
| Votanti                                                          | Votanti                                     | 32 603 | 91,11 |       |                |         |
| Elettori                                                         | Elettori                                    | 35 783 | 100   |       |                |         |
| Fonte: Archivio storico delle elezioni - Ministero dell'Interno. |                                             |        |       |       |                |         |

### Orbassano
| Partito                                                          | Partito                                     | Voti   | %     | Seggi | Differenza (%) | /       |
| ---------------------------------------------------------------- | ------------------------------------------- | ------ | ----- | ----- | -------------- | ------- |
|                                                                  | Partito Comunista Italiano                  | 3 923  | 28,26 | 10    | 1,50           | Stabile |
|                                                                  | Partito Socialista Italiano                 | 3 909  | 28,16 | 9     | 2,16           | 1       |
|                                                                  | Democrazia Cristiana                        | 2 676  | 19,28 | 6     | 1,38           | Stabile |
|                                                                  | Lista Verde                                 | 841    | 6,06  | 2     | -              | 2       |
|                                                                  | Orbassano Futura                            | 757    | 5,45  | 1     | -              | 1       |
|                                                                  | Lega Nord Piemont Autonomista               | 631    | 4,55  | 1     | -              | 1       |
|                                                                  | Partito Socialista Democratico Italiano     | 498    | 3,59  | 1     | 5,33           | 1       |
|                                                                  | Partito Repubblicano Italiano               | 352    | 2,54  | 0     | 2,09           | 1       |
|                                                                  | Movimento Sociale Italiano-Destra Nazionale | 296    | 2,13  | 0     | 1,90           | 1       |
| Totale                                                           | Totale                                      | 13 883 | 100   | 30    |                |         |
| Votanti                                                          | Votanti                                     | 14 823 | 91,57 |       |                |         |
| Elettori                                                         | Elettori                                    | 16 187 | 100   |       |                |         |
| Fonte: Archivio storico delle elezioni - Ministero dell'Interno. |                                             |        |       |       |                |         |

### Pinerolo
| Partito                                                          | Partito                                                                                           | Voti   | %     | Seggi | Differenza (%) | /       |
| ---------------------------------------------------------------- | ------------------------------------------------------------------------------------------------- | ------ | ----- | ----- | -------------- | ------- |
|                                                                  | Partito Socialista Italiano                                                                       | 4 833  | 20,31 | 9     | 3.94           | 2       |
|                                                                  | Per l'Alternativa (Partito Comunista Italiano-Democrazia Proletaria-Lista Verde-Verdi Arcobaleno) | 4 575  | 19,22 | 8     | 5,65           | 2       |
|                                                                  | Democrazia Cristiana Tre Stelle                                                                   | 4 528  | 19,02 | 8     | -              | -       |
|                                                                  | Democrazia Cristiana '90                                                                          | 2 956  | 12,42 | 5     | -              | -       |
|                                                                  | Partito Liberale Italiano                                                                         | 1 894  | 7,96  | 3     | 2,33           | 1       |
|                                                                  | Lega Nord Piemont Autonomista                                                                     | 1 564  | 6,57  | 2     | -              | 2       |
|                                                                  | Partito Repubblicano Italiano                                                                     | 1 338  | 5,62  | 2     | 0,07           | Stabile |
|                                                                  | Union Piemontèisa                                                                                 | 957    | 4,02  | 1     | -              | 1       |
|                                                                  | Partito Socialista Democratico Italiano                                                           | 623    | 2,62  | 1     | 3,34           | 1       |
|                                                                  | Movimento Sociale Italiano-Destra Nazionale                                                       | 534    | 2,24  | 1     | 0,93           | Stabile |
| Totale                                                           | Totale                                                                                            | 23 802 | 100   | 40    |                |         |
| Votanti                                                          | Votanti                                                                                           | 26 337 | 88,26 |       |                |         |
| Elettori                                                         | Elettori                                                                                          | 29 839 | 100   |       |                |         |
| Fonte: Archivio storico delle elezioni - Ministero dell'Interno. |                                                                                                   |        |       |       |                |         |

### Piossasco
| Partito                                                          | Partito                                     | Voti   | %     | Seggi | Differenza (%) | /       |
| ---------------------------------------------------------------- | ------------------------------------------- | ------ | ----- | ----- | -------------- | ------- |
|                                                                  | Partito Socialista Italiano                 | 2 315  | 21,96 | 7     | 6,24           | 2       |
|                                                                  | Partito Comunista Italiano                  | 2 252  | 21,36 | 7     | 5,09           | 1       |
|                                                                  | Democrazia Cristiana                        | 1 974  | 18,72 | 6     | 5,24           | 2       |
|                                                                  | Sinistra Indipendente                       | 1 474  | 13,98 | 4     | 0,22           | Stabile |
|                                                                  | Lista Verde                                 | 778    | 7,38  | 2     | 3,26           | 1       |
|                                                                  | Partito Repubblicano Italiano               | 575    | 5,45  | 1     | 1,93           | Stabile |
|                                                                  | Partito Liberale Italiano                   | 501    | 4,75  | 1     | 0,20           | Stabile |
|                                                                  | Partito Socialista Democratico Italiano     | 338    | 3,21  | 1     | 0,35           | Stabile |
|                                                                  | Movimento Sociale Italiano-Destra Nazionale | 337    | 3,20  | 1     | 0,79           | Stabile |
| Totale                                                           | Totale                                      | 10 544 | 100   | 30    |                |         |
| Votanti                                                          | Votanti                                     | 11 421 | 91,56 |       |                |         |
| Elettori                                                         | Elettori                                    | 12 474 | 100   |       |                |         |
| Fonte: Archivio storico delle elezioni - Ministero dell'Interno. |                                             |        |       |       |                |         |

### Rivalta di Torino
| Partito                                                          | Partito                                     | Voti   | %     | Seggi | Differenza (%) | /       |
| ---------------------------------------------------------------- | ------------------------------------------- | ------ | ----- | ----- | -------------- | ------- |
|                                                                  | Partito Comunista Italiano                  | 2 534  | 25,48 | 8     | 4,63           | 2       |
|                                                                  | Democrazia Cristiana                        | 2 443  | 24,57 | 8     | 3,59           | 1       |
|                                                                  | Partito Socialista Italiano                 | 1 851  | 18,61 | 6     | 0,85           | Stabile |
|                                                                  | Lista Verde                                 | 1 166  | 11,73 | 3     | -              | 3       |
|                                                                  | Partito Repubblicano Italiano               | 687    | 6,91  | 2     | 1,29           | Stabile |
|                                                                  | Partito Liberale Italiano-Indipendenti      | 574    | 5,77  | 1     | 1,95           | Stabile |
|                                                                  | Partito Socialista Democratico Italiano     | 367    | 3,69  | 1     | 2,09           | Stabile |
|                                                                  | Movimento Sociale Italiano-Destra Nazionale | 322    | 3,24  | 1     | 1,23           | Stabile |
| Totale                                                           | Totale                                      | 9 344  | 100   | 30    |                |         |
| Votanti                                                          | Votanti                                     | 10 736 | 91,39 |       |                |         |
| Elettori                                                         | Elettori                                    | 11 747 | 100   |       |                |         |
| Fonte: Archivio storico delle elezioni - Ministero dell'Interno. |                                             |        |       |       |                |         |

### Rivoli
| Partito                                                          | Partito                                     | Voti   | %     | Seggi | Differenza (%) | /       |
| ---------------------------------------------------------------- | ------------------------------------------- | ------ | ----- | ----- | -------------- | ------- |
|                                                                  | Partito Comunista Italiano                  | 10 469 | 28,97 | 12    | 4,58           | 2       |
|                                                                  | Democrazia Cristiana                        | 7 745  | 21,43 | 9     | 1,83           | 1       |
|                                                                  | Partito Socialista Italiano                 | 6 875  | 19,02 | 8     | 0,57           | Stabile |
|                                                                  | Lista Verde-Verdi Arcobaleno                | 2 839  | 7,86  | 3     | -              | 3       |
|                                                                  | Partito Socialista Democratico Italiano     | 2 110  | 5,84  | 2     | 3,33           | 1       |
|                                                                  | Lega Nord Piemont Autonomista               | 1 810  | 5,01  | 2     | -              | 2       |
|                                                                  | Partito Liberale Italiano                   | 1 620  | 4,48  | 2     | 1,61           | Stabile |
|                                                                  | Partito Repubblicano Italiano               | 1 466  | 4,06  | 1     | 0,59           | Stabile |
|                                                                  | Movimento Sociale Italiano-Destra Nazionale | 1 204  | 3,33  | 1     | 0,73           | Stabile |
| Totale                                                           | Totale                                      | 36 138 | 100   | 30    |                |         |
| Votanti                                                          | Votanti                                     | 38 726 | 90,25 |       |                |         |
| Elettori                                                         | Elettori                                    | 42 911 | 100   |       |                |         |
| Fonte: Archivio storico delle elezioni - Ministero dell'Interno. |                                             |        |       |       |                |         |

### San Mauro Torinese
| Partito                                                          | Partito                                     | Voti   | %     | Seggi | Differenza (%) | /       |
| ---------------------------------------------------------------- | ------------------------------------------- | ------ | ----- | ----- | -------------- | ------- |
|                                                                  | Democrazia Cristiana                        | 3 449  | 29,15 | 10    | 2,39           | Stabile |
|                                                                  | Partito Socialista Italiano                 | 2 681  | 22,66 | 7     | 1,76           | Stabile |
|                                                                  | Partito Comunista Italiano                  | 2 628  | 22,21 | 7     | 7,23           | 2       |
|                                                                  | Lista Verde                                 | 885    | 7,48  | 2     | -              | 2       |
|                                                                  | Partito Repubblicano Italiano               | 758    | 6,41  | 2     | 1,41           | 1       |
|                                                                  | Lega Nord Piemont Autonomista               | 524    | 4,43  | 1     | -              | 1       |
|                                                                  | Movimento Sociale Italiano-Destra Nazionale | 344    | 2,91  | 1     | 1,71           | Stabile |
|                                                                  | Partito Liberale Italiano                   | 309    | 2,61  | 0     | 1,30           | 1       |
|                                                                  | Partito Socialista Democratico Italiano     | 255    | 2,15  | 0     | 0,41           | Stabile |
| Totale                                                           | Totale                                      | 11 833 | 100   | 30    |                |         |
| Votanti                                                          | Votanti                                     | 12 518 | 92,46 |       |                |         |
| Elettori                                                         | Elettori                                    | 13 539 | 100   |       |                |         |
| Fonte: Archivio storico delle elezioni - Ministero dell'Interno. |                                             |        |       |       |                |         |

### Settimo Torinese
| Partito                                                          | Partito                                     | Voti   | %     | Seggi | Differenza (%) | /       |
| ---------------------------------------------------------------- | ------------------------------------------- | ------ | ----- | ----- | -------------- | ------- |
|                                                                  | Partito Comunista Italiano                  | 9 698  | 31,18 | 13    | 8,91           | 4       |
|                                                                  | Partito Socialista Italiano                 | 8 061  | 25,92 | 11    | 5,73           | 3       |
|                                                                  | Democrazia Cristiana                        | 6 830  | 21,96 | 9     | 1,00           | 1       |
|                                                                  | Verdi Arcobaleno                            | 2 676  | 8,60  | 3     | -              | 3       |
|                                                                  | Partito Socialista Democratico Italiano     | 1 495  | 4,81  | 2     | 0,55           | 1       |
|                                                                  | Movimento Sociale Italiano-Destra Nazionale | 897    | 2,88  | 1     | 1,40           | Stabile |
|                                                                  | Partito Repubblicano Italiano               | 839    | 2,70  | 1     | 0,02           | Stabile |
|                                                                  | Partito Liberale Italiano                   | 606    | 1,95  | 0     | 0,59           | 1       |
| Totale                                                           | Totale                                      | 31 102 | 100   | 40    |                |         |
| Votanti                                                          | Votanti                                     | 33 468 | 91,48 |       |                |         |
| Elettori                                                         | Elettori                                    | 36 586 | 100   |       |                |         |
| Fonte: Archivio storico delle elezioni - Ministero dell'Interno. |                                             |        |       |       |                |         |

### Venaria Reale
| Partito                            | Partito                                     | Voti   | %     | Seggi | Differenza (%) | /       |
| ---------------------------------- | ------------------------------------------- | ------ | ----- | ----- | -------------- | ------- |
|                                    | Partito Comunista Italiano                  | 5 537  | 26,87 | 9     | 6,26           | 2       |
|                                    | Democrazia Cristiana                        | 5 019  | 24,35 | 8     | 1,77           | 1       |
|                                    | Partito Socialista Italiano                 | 4 408  | 21,39 | 7     | 1,22           | Stabile |
|                                    | Partito Socialista Democratico Italiano     | 2 056  | 9,98  | 3     | 0,33           | Stabile |
|                                    | Lista Verde                                 | 1 394  | 6,76  | 2     | -              | 2       |
|                                    | Partito Repubblicano Italiano               | 851    | 4,31  | 1     | 0,22           | Stabile |
|                                    | Lega Nord-Piemont Autonomista               | 567    | 2,75  | 0     | -              | -       |
|                                    | Movimento Sociale Italiano-Destra Nazionale | 509    | 2,47  | 0     | 0,95           | 1       |
|                                    | Democrazia Proletaria                       | 268    | 1,30  | 0     | 0,99           | Stabile |
| Totale                             | Totale                                      | 20 609 | 100   | 30    |                |         |
| Fonte: Archivio storico La Stampa. |                                             |        |       |       |                |         |

Elezioni annullate per un errore formale.
| Partito                            | Partito                                     | Voti   | %     | Seggi | Differenza (%) | /       |
| ---------------------------------- | ------------------------------------------- | ------ | ----- | ----- | -------------- | ------- |
|                                    | Democrazia Cristiana                        | 4 807  | 25,45 | 9     | 1,10           | 1       |
|                                    | Partito Comunista Italiano                  | 4 056  | 21,48 | 7     | 5,39           | 2       |
|                                    | Partito Socialista Italiano                 | 3 825  | 20,25 | 7     | 1,14           | Stabile |
|                                    | Partito Socialista Democratico Italiano     | 2 011  | 10,65 | 3     | 0,67           | Stabile |
|                                    | Lega Nord-Piemont Autonomista               | 1 278  | 6,77  | 2     | 2,89           | 1       |
|                                    | Lista Verde                                 | 1 065  | 5,64  | 1     | 1,12           | 1       |
|                                    | Partito Repubblicano Italiano               | 941    | 4,98  | 1     | 0,67           | Stabile |
|                                    | Partito Pensionati                          | 380    | 2,01  | 0     | -              | -       |
|                                    | Union Piemontèisa                           | 273    | 1,44  | 0     | -              | -       |
|                                    | Movimento Sociale Italiano-Destra Nazionale | 250    | 1,32  | 0     | 1,15           | Stabile |
| Totale                             | Totale                                      | 18 886 | 100   | 30    |                |         |
| Fonte: Archivio storico La Stampa. |                                             |        |       |       |                |         |

## Provincia di Alessandria

### Alessandria
| Partito                                                          | Partito                                     | Voti   | %     | Seggi | Differenza (%) | /       |
| ---------------------------------------------------------------- | ------------------------------------------- | ------ | ----- | ----- | -------------- | ------- |
|                                                                  | Partito Socialista Italiano                 | 20 610 | 30,75 | 17    | 5,28           | 3       |
|                                                                  | Partito Comunista Italiano                  | 17 635 | 26,31 | 14    | 5,02           | 3       |
|                                                                  | Democrazia Cristiana                        | 14 168 | 21,14 | 11    | 2,23           | 1       |
|                                                                  | Lista Verde                                 | 3 174  | 4,74  | 2     | -              | 2       |
|                                                                  | Lega Nord-Piemont Autonomista               | 2 349  | 3,51  | 1     | -              | 1       |
|                                                                  | Partito Repubblicano Italiano               | 2 193  | 3,27  | 1     | 0,15           | Stabile |
|                                                                  | Movimento Sociale Italiano-Destra Nazionale | 1 876  | 2,80  | 1     | 2,17           | 1       |
|                                                                  | Partito Socialista Democratico Italiano     | 1 758  | 2,62  | 1     | 2,20           | 1       |
|                                                                  | Partito Liberale Italiano                   | 1 554  | 2,32  | 1     | 0,56           | Stabile |
|                                                                  | Verdi Arcobaleno                            | 1 429  | 2,13  | 1     | -              | 1       |
|                                                                  | Lista Indipendente                          | 270    | 0,40  | 0     | -              | -       |
| Totale                                                           | Totale                                      | 67 016 | 100   | 50    |                |         |
| Votanti                                                          | Votanti                                     | 72 146 | 89,81 |       |                |         |
| Elettori                                                         | Elettori                                    | 80 332 | 100   |       |                |         |
| Fonte: Archivio storico delle elezioni - Ministero dell'Interno. |                                             |        |       |       |                |         |

### Acqui Terme
| Partito                                                          | Partito                                                 | Voti   | %     | Seggi | Differenza (%) | / |
| ---------------------------------------------------------------- | ------------------------------------------------------- | ------ | ----- | ----- | -------------- | - |
|                                                                  | Democrazia Cristiana                                    | 4 110  | 27,52 | 9     | 2,91           | 1 |
|                                                                  | Partito Comunista Italiano                              | 3 895  | 26,08 | 8     | 3,96           | 2 |
|                                                                  | Partito Socialista Italiano                             | 3 399  | 22,76 | 7     | 1,62           | 1 |
|                                                                  | Partito Socialista Democratico Italiano                 | 1 082  | 7,24  | 2     | 1,41           | 1 |
|                                                                  | Lista Verde                                             | 993    | 6,65  | 2     | -              | 2 |
|                                                                  | Partito Liberale Italiano-Partito Repubblicano Italiano | 877    | 5,87  | 2     | 1,70           | 1 |
|                                                                  | Lega Nord-Piemont Autonomista                           | 380    | 2,54  | 0     | -              | - |
|                                                                  | Movimento Sociale Italiano-Destra Nazionale             | 201    | 1,35  | 0     | 2,06           | 1 |
| Totale                                                           | Totale                                                  | 14 937 | 100   | 30    |                |   |
| Votanti                                                          | Votanti                                                 | 16 068 | 89,31 |       |                |   |
| Elettori                                                         | Elettori                                                | 17 992 | 100   |       |                |   |
| Fonte: Archivio storico delle elezioni - Ministero dell'Interno. |                                                         |        |       |       |                |   |

### Casale Monferrato
| Partito                                                          | Partito                                     | Voti   | %     | Seggi | Differenza (%) | /       |
| ---------------------------------------------------------------- | ------------------------------------------- | ------ | ----- | ----- | -------------- | ------- |
|                                                                  | Democrazia Cristiana                        | 7 888  | 28,50 | 12    | 2,75           | 1       |
|                                                                  | Partito Comunista Italiano                  | 6 489  | 23,44 | 10    | 1,68           | 1       |
|                                                                  | Partito Socialista Italiano                 | 6 020  | 21,75 | 9     | 2,43           | 1       |
|                                                                  | Lega Nord-Piemont Autonomista               | 1 686  | 6,09  | 2     | 5,31           | 2       |
|                                                                  | Lista Verde-Verdi Arcobaleno                | 1 527  | 5,52  | 2     | -              | 2       |
|                                                                  | Partito Socialista Democratico Italiano     | 1 396  | 5,04  | 2     | 0,19           | Stabile |
|                                                                  | Partito Liberale Italiano                   | 947    | 3,42  | 1     | 1,54           | 1       |
|                                                                  | Movimento Sociale Italiano-Destra Nazionale | 881    | 3,18  | 1     | 0,42           | Stabile |
|                                                                  | Partito Repubblicano Italiano               | 848    | 3,06  | 1     | 1,38           | Stabile |
| Totale                                                           | Totale                                      | 27 682 | 100   | 40    |                |         |
| Votanti                                                          | Votanti                                     | 29 817 | 88,41 |       |                |         |
| Elettori                                                         | Elettori                                    | 33 726 | 100   |       |                |         |
| Fonte: Archivio storico delle elezioni - Ministero dell'Interno. |                                             |        |       |       |                |         |

### Novi Ligure
| Partito                                                          | Partito                                     | Voti   | %     | Seggi | Differenza (%) | /       |
| ---------------------------------------------------------------- | ------------------------------------------- | ------ | ----- | ----- | -------------- | ------- |
|                                                                  | Partito Comunista Italiano                  | 7 086  | 32,68 | 14    | 6,81           | 3       |
|                                                                  | Democrazia Cristiana                        | 4 934  | 22,76 | 9     | 1,64           | 1       |
|                                                                  | Partito Socialista Italiano                 | 4 471  | 20,62 | 9     | 7,40           | 3       |
|                                                                  | Partito Liberale Italiano                   | 1 142  | 5,27  | 2     | 0,41           | Stabile |
|                                                                  | Lista Verde                                 | 1 021  | 4,71  | 2     | 2,62           | 2       |
|                                                                  | Partito Socialista Democratico Italiano     | 965    | 4,45  | 1     | 1,98           | 1       |
|                                                                  | Lega Nord-Piemont Autonomista               | 835    | 3,85  | 1     | -              | 1       |
|                                                                  | Partito Repubblicano Italiano               | 613    | 2,83  | 1     | 2,00           | 1       |
|                                                                  | Movimento Sociale Italiano-Destra Nazionale | 494    | 2,28  | 1     | 2,19           | Stabile |
|                                                                  | Alternativa Verde                           | 120    | 0,55  | 0     | 1,54           | Stabile |
| Totale                                                           | Totale                                      | 21 681 | 100   | 40    |                |         |
| Votanti                                                          | Votanti                                     | 22 938 | 89,64 |       |                |         |
| Elettori                                                         | Elettori                                    | 25 590 | 100   |       |                |         |
| Fonte: Archivio storico delle elezioni - Ministero dell'Interno. |                                             |        |       |       |                |         |

### Tortona
| Partito                                                          | Partito                                     | Voti   | %     | Seggi | Differenza (%) | /       |
| ---------------------------------------------------------------- | ------------------------------------------- | ------ | ----- | ----- | -------------- | ------- |
|                                                                  | Democrazia Cristiana                        | 6 450  | 31,77 | 11    | 5,77           | 3       |
|                                                                  | Partito Socialista Italiano                 | 4 587  | 22,59 | 7     | 7,40           | 2       |
|                                                                  | Partito Comunista Italiano                  | 4 187  | 20,62 | 7     | 7,85           | 2       |
|                                                                  | Lista Verde-Verdi Arcobaleno                | 1 122  | 5,53  | 1     | -              | 1       |
|                                                                  | Partito Socialista Democratico Italiano     | 909    | 4,48  | 1     | 9,02           | 3       |
|                                                                  | Partito Liberale Italiano                   | 900    | 4,43  | 1     | 1,98           | 1       |
|                                                                  | Lega Nord-Piemont Autonomista               | 854    | 4,21  | 1     | -              | 1       |
|                                                                  | Partito Repubblicano Italiano               | 841    | 4,14  | 1     | 0,11           | Stabile |
|                                                                  | Movimento Sociale Italiano-Destra Nazionale | 455    | 2,24  | 0     | 1,90           | 1       |
| Totale                                                           | Totale                                      | 20 305 | 100   | 30    |                |         |
| Votanti                                                          | Votanti                                     | 21 611 | 89,59 |       |                |         |
| Elettori                                                         | Elettori                                    | 24 121 | 100   |       |                |         |
| Fonte: Archivio storico delle elezioni - Ministero dell'Interno. |                                             |        |       |       |                |         |

## Provincia di Asti

### Asti
| Partito                                                          | Partito                                     | Voti   | %     | Seggi | Differenza (%) | /       |
| ---------------------------------------------------------------- | ------------------------------------------- | ------ | ----- | ----- | -------------- | ------- |
|                                                                  | Democrazia Cristiana                        | 17 600 | 33,90 | 15    | 1,82           | 1       |
|                                                                  | Partito Socialista Italiano                 | 13 725 | 26,44 | 11    | 10,96          | 5       |
|                                                                  | Partito Comunista Italiano                  | 9 305  | 17,92 | 8     | 6,08           | 2       |
|                                                                  | Partito Liberale Italiano                   | 2 089  | 4,02  | 1     | 1,01           | 1       |
|                                                                  | Partito Socialista Democratico Italiano     | 1 998  | 3,85  | 1     | 6,97           | 3       |
|                                                                  | Lista Verde-Verdi Arcobaleno                | 1 948  | 3,75  | 1     | -              | 1       |
|                                                                  | Lega Nord-Piemont Autonomista               | 1 731  | 3,33  | 1     | -              | 1       |
|                                                                  | Partito Repubblicano Italiano               | 1 524  | 2,94  | 1     | 1,67           | 1       |
|                                                                  | Movimento Sociale Italiano-Destra Nazionale | 1 444  | 2,78  | 1     | 1,13           | Stabile |
|                                                                  | Antiproibizionisti sulla droga              | 553    | 1,07  | 0     | -              | -       |
| Totale                                                           | Totale                                      | 51 917 | 100   | 40    |                |         |
| Votanti                                                          | Votanti                                     | 56 093 | 88,64 |       |                |         |
| Elettori                                                         | Elettori                                    | 63 280 | 100   |       |                |         |
| Fonte: Archivio storico delle elezioni - Ministero dell'Interno. |                                             |        |       |       |                |         |

## Provincia di Cuneo

### Cuneo
| Partito                                                          | Partito                                       | Voti   | %     | Seggi | Differenza (%) | /       |
| ---------------------------------------------------------------- | --------------------------------------------- | ------ | ----- | ----- | -------------- | ------- |
|                                                                  | Democrazia Cristiana                          | 15 847 | 40,23 | 18    | 1,57           | Stabile |
|                                                                  | Partito Socialista Italiano                   | 5 115  | 12,98 | 5     | 0,28           | Stabile |
|                                                                  | Partito Comunista Italiano per la Costituente | 3 338  | 8,47  | 3     | 2,82           | 1       |
|                                                                  | Lista Verde-Verdi Arcobaleno                  | 3 224  | 8,18  | 3     | 3,40           | 1       |
|                                                                  | Partito Repubblicano Italiano                 | 3 124  | 8,18  | 3     | 0,75           | Stabile |
|                                                                  | Partito Socialista Democratico Italiano       | 2 811  | 7,14  | 3     | 2,58           | 1       |
|                                                                  | Partito Liberale Italiano                     | 2 804  | 7,12  | 3     | Stabile        | Stabile |
|                                                                  | Lega Nord-Piemont Autonomista                 | 2 289  | 5,81  | 2     | 4,22           | 1       |
|                                                                  | Movimento Sociale Italiano-Destra Nazionale   | 842    | 2,14  | 0     | 0,87           | 1       |
| Totale                                                           | Totale                                        | 39 394 | 100   | 40    |                |         |
| Votanti                                                          | Votanti                                       | 41 601 | 90,21 |       |                |         |
| Elettori                                                         | Elettori                                      | 46 114 | 100   |       |                |         |
| Fonte: Archivio storico delle elezioni - Ministero dell'Interno. |                                               |        |       |       |                |         |

### Alba
| Partito                                                          | Partito                                              | Voti   | %     | Seggi | Differenza (%) | /       |
| ---------------------------------------------------------------- | ---------------------------------------------------- | ------ | ----- | ----- | -------------- | ------- |
|                                                                  | Democrazia Cristiana                                 | 11 151 | 51,92 | 22    | 1,01           | Stabile |
|                                                                  | Partito Socialista Italiano                          | 3,147  | 14,65 | 6     | 2,38           | 2       |
|                                                                  | Alba Domani (Partito Comunista Italiano-Lista Verde) | 2 739  | 12,75 | 5     | 1,21           | 1       |
|                                                                  | Partito Repubblicano Italiano                        | 2 303  | 10,72 | 4     | 1,55           | 1       |
|                                                                  | Lega Nord-Piemont Autonomista                        | 764    | 3,56  | 1     | -              | 1       |
|                                                                  | Partito Liberale Italiano                            | 660    | '3,07 | 1     | 1,49           | Stabile |
|                                                                  | Partito Socialista Democratico Italiano              | 513    | 2,39  | 1     | 4,05           | 1       |
|                                                                  | Movimento Sociale Italiano-Destra Nazionale          | 202    | 0,94  | 0     | 0,72           | Stabile |
| Totale                                                           | Totale                                               | 21 479 | 100   | 40    |                |         |
| Votanti                                                          | Votanti                                              | 23 015 | 91,65 |       |                |         |
| Elettori                                                         | Elettori                                             | 25 113 | 100   |       |                |         |
| Fonte: Archivio storico delle elezioni - Ministero dell'Interno. |                                                      |        |       |       |                |         |

### Bra
| Partito                                                          | Partito                                                                        | Voti   | %     | Seggi | Differenza (%) | /       |
| ---------------------------------------------------------------- | ------------------------------------------------------------------------------ | ------ | ----- | ----- | -------------- | ------- |
|                                                                  | Democrazia Cristiana                                                           | 8 657  | 46,59 | 16    | 7,06           | 3       |
|                                                                  | Partito Socialista Italiano                                                    | 3 745  | 14,65 | 6     | 2,38           | 2       |
|                                                                  | Bra'90 (Partito Comunista Italiano-Lista Verde-Antiproibizionisti sulla droga) | 3 439  | 18,55 | 6     | 6,68           | 2       |
|                                                                  | Partito Liberale Italiano                                                      | 978    | 5,27  | 1     | 0,74           | Stabile |
|                                                                  | Partito Repubblicano Italiano                                                  | 607    | 3,27  | 1     | 2,99           | 1       |
|                                                                  | Lega Nord-Piemont Autonomista                                                  | 500    | 2,70  | 1     | -              | 1       |
|                                                                  | Partito Socialista Democratico Italiano                                        | 319    | 1,72  | 0     | 3,54           | 1       |
|                                                                  | Movimento Sociale Italiano-Destra Nazionale                                    | 298    | 1,61  | 0     | 1,66           | 1       |
| Totale                                                           | Totale                                                                         | 18 543 | 100   | 30    |                |         |
| Votanti                                                          | Votanti                                                                        | 19 907 | 91,55 |       |                |         |
| Elettori                                                         | Elettori                                                                       | 21 745 | 100   |       |                |         |
| Fonte: Archivio storico delle elezioni - Ministero dell'Interno. |                                                                                |        |       |       |                |         |

### Fossano
| Partito                                                          | Partito                                                 | Voti   | %     | Seggi | Differenza (%) | /       |
| ---------------------------------------------------------------- | ------------------------------------------------------- | ------ | ----- | ----- | -------------- | ------- |
|                                                                  | Democrazia Cristiana                                    | 6 397  | 39,38 | 13    | 3,18           | 1       |
|                                                                  | Una Città per l'Uomo (Partito Comunista Italiano-Altri) | 3 729  | 22,95 | 7     | 7,15           | 2       |
|                                                                  | Partito Liberale Italiano                               | 1 918  | 11,81 | 3     | 0,71           | 1       |
|                                                                  | Lista Verde-Verdi Arcobaleno                            | 1 442  | 8,88  | 3     | 4,55           | 2       |
|                                                                  | Partito Socialista Italiano                             | 1 308  | 8,05  | 2     | 5,77           | 2       |
|                                                                  | Partito Repubblicano Italiano                           | 617    | 3,80  | 1     | 1,73           | Stabile |
|                                                                  | Partito Socialista Democratico Italiano                 | 608    | 3,74  | 1     | 0,16           | Stabile |
|                                                                  | Movimento Sociale Italiano-Destra Nazionale             | 226    | 1,39  | 0     | 0,87           | Stabile |
| Totale                                                           | Totale                                                  | 16 245 | 100   | 30    |                |         |
| Votanti                                                          | Votanti                                                 | 17 531 | 93,76 |       |                |         |
| Elettori                                                         | Elettori                                                | 18 698 | 100   |       |                |         |
| Fonte: Archivio storico delle elezioni - Ministero dell'Interno. |                                                         |        |       |       |                |         |

### Mondovì
| Partito                                                          | Partito                                            | Voti   | %     | Seggi | Differenza (%) | /       |
| ---------------------------------------------------------------- | -------------------------------------------------- | ------ | ----- | ----- | -------------- | ------- |
|                                                                  | Democrazia Cristiana                               | 6 196  | 40,06 | 13    | 0,38           | Stabile |
|                                                                  | Primavera (Partito Liberale Italiano-Indipendenti) | 4 105  | 26,54 | 8     | 1,96           | Stabile |
|                                                                  | Partito Repubblicano Italiano                      | 1 427  | 9,23  | 3     | 0,34           | Stabile |
|                                                                  | Partito Socialista Italiano                        | 1 022  | 6,61  | 2     | 0,97           | Stabile |
|                                                                  | Partito Comunista Italiano                         | 972    | 6,28  | 2     | 3,62           | 1       |
|                                                                  | Lista Verde-Verdi Arcobaleno                       | 962    | 6,22  | 2     | -              | 2       |
|                                                                  | Lega Nord-Piemont Autonomista                      | 323    | 2,09  | 0     | -              | -       |
|                                                                  | Partito Socialista Democratico Italiano            | 321    | 2,08  | 0     | 1,52           | 1       |
|                                                                  | Movimento Sociale Italiano-Destra Nazionale        | 139    | 0,90  | 0     | -              | -       |
| Totale                                                           | Totale                                             | 15 467 | 100   | 30    |                |         |
| Votanti                                                          | Votanti                                            | 16 485 | 90,17 |       |                |         |
| Elettori                                                         | Elettori                                           | 18 282 | 100   |       |                |         |
| Fonte: Archivio storico delle elezioni - Ministero dell'Interno. |                                                    |        |       |       |                |         |

### Saluzzo
| Partito                                                          | Partito                                                                 | Voti   | %     | Seggi | Differenza (%) | /       |
| ---------------------------------------------------------------- | ----------------------------------------------------------------------- | ------ | ----- | ----- | -------------- | ------- |
|                                                                  | Democrazia Cristiana                                                    | 4 170  | 37,06 | 12    | 3,33           | 1       |
|                                                                  | Partito Socialista Italiano                                             | 1 731  | 15,39 | 5     | 1,22           | 1       |
|                                                                  | Lista Civica Saluzzo (Partito Comunista Italiano-Democrazia Proletaria) | 1 582  | 14,06 | 4     | 3,13           | 1       |
|                                                                  | Partito Liberale Italiano                                               | 1 265  | 11,24 | 3     | 1,40           | 1       |
|                                                                  | Lega Nord-Piemont Autonomista                                           | 727    | 6,46  | 2     | -              | 2       |
|                                                                  | Partito Socialista Democratico Italiano                                 | 651    | 5,79  | 2     | 0,80           | Stabile |
|                                                                  | Lista Verde-Verdi Arcobaleno                                            | 547    | 4,86  | 1     | -              | 1       |
|                                                                  | Partito Repubblicano Italiano                                           | 377    | 3,35  | 1     | 1,37           | Stabile |
|                                                                  | Movimento Sociale Italiano-Destra Nazionale                             | 201    | 1,79  | 0     | 2.10           | 1       |
| Totale                                                           | Totale                                                                  | 11 251 | 100   | 30    |                |         |
| Votanti                                                          | Votanti                                                                 | 11 961 | 88,79 |       |                |         |
| Elettori                                                         | Elettori                                                                | 13 471 | 100   |       |                |         |
| Fonte: Archivio storico delle elezioni - Ministero dell'Interno. |                                                                         |        |       |       |                |         |

### Savigliano
| Partito                                                          | Partito                                        | Voti   | %     | Seggi | Differenza (%) | /       |
| ---------------------------------------------------------------- | ---------------------------------------------- | ------ | ----- | ----- | -------------- | ------- |
|                                                                  | Democrazia Cristiana                           | 5 612  | 42,24 | 14    | 3,12           | 1       |
|                                                                  | Nuova Città (Partito Comunista Italiano-Altri) | 2 766  | 20,82 | 6     | 0,35           | Stabile |
|                                                                  | Partito Socialista Italiano                    | 2 123  | 15,98 | 5     | 5,31           | 2       |
|                                                                  | Partito Liberale Italiano                      | 1 044  | 7,86  | 2     | 0,39           | Stabile |
|                                                                  | Partito Repubblicano Italiano                  | 885    | 6,66  | 2     | 2,59           | 1       |
|                                                                  | Partito Socialista Democratico Italiano        | 622    | 4,68  | 1     | 1,32           | Stabile |
|                                                                  | Movimento Sociale Italiano-Destra Nazionale    | 233    | 1,75  | 0     | -              | -       |
| Totale                                                           | Totale                                         | 13 285 | 100   | 30    |                |         |
| Votanti                                                          | Votanti                                        | 14 318 | 92,46 |       |                |         |
| Elettori                                                         | Elettori                                       | 15 486 | 100   |       |                |         |
| Fonte: Archivio storico delle elezioni - Ministero dell'Interno. |                                                |        |       |       |                |         |

## Provincia di Novara

### Arona
| Partito                                                          | Partito                                       | Voti   | %     | Seggi | Differenza (%) | /       |
| ---------------------------------------------------------------- | --------------------------------------------- | ------ | ----- | ----- | -------------- | ------- |
|                                                                  | Partito Socialista Italiano                   | 3 535  | 32,29 | 10    | 10,09          | 3       |
|                                                                  | Democrazia Cristiana                          | 2 970  | 27,13 | 9     | 1,04           | Stabile |
|                                                                  | Partito Comunista Italiano per la Costituente | 1 387  | 12,67 | 4     | 6,90           | 3       |
|                                                                  | Lista Verde-Verdi Arcobaleno                  | 779    | 7,12  | 2     | -              | 2       |
|                                                                  | Partito Socialista Democratico Italiano       | 694    | 6,34  | 2     | 6,01           | 2       |
|                                                                  | Partito Liberale Italiano                     | 624    | 5,70  | 1     | 0,42           | Stabile |
|                                                                  | Partito Repubblicano Italiano                 | 503    | 4,59  | 1     | 2,11           | 1       |
|                                                                  | Movimento Sociale Italiano-Destra Nazionale   | 455    | 4,16  | 1     | 1,57           | Stabile |
| Totale                                                           | Totale                                        | 10 947 | 100   | 30    |                |         |
| Votanti                                                          | Votanti                                       | 11 658 | 88,19 |       |                |         |
| Elettori                                                         | Elettori                                      | 13 219 | 100   |       |                |         |
| Fonte: Archivio storico delle elezioni - Ministero dell'Interno. |                                               |        |       |       |                |         |

### Domodossola
| Partito                                                          | Partito                                     | Voti   | %     | Seggi | Differenza (%) | /       |
| ---------------------------------------------------------------- | ------------------------------------------- | ------ | ----- | ----- | -------------- | ------- |
|                                                                  | Democrazia Cristiana                        | 3 866  | 29,21 | 10    | 4,36           | 1       |
|                                                                  | Partito Socialista Italiano                 | 3 356  | 25,36 | 8     | 10,66          | 4       |
|                                                                  | Partito Comunista Italiano                  | 2 520  | 19,04 | 6     | 6,33           | 2       |
|                                                                  | Partito Socialista Democratico Italiano     | 803    | 6,07  | 2     | 2,90           | Stabile |
|                                                                  | Lista Verde-Verdi Arcobaleno                | 725    | 5,48  | 1     | -              | 1       |
|                                                                  | Lega Nord Piemont Autonomista               | 690    | 5,21  | 1     | -              | 1       |
|                                                                  | Partito Repubblicano Italiano               | 512    | 3,97  | 1     | 0,10           | Stabile |
|                                                                  | Partito Liberale Italiano                   | 483    | 3,65  | 1     | 0,47           | Stabile |
|                                                                  | Movimento Sociale Italiano-Destra Nazionale | 279    | 2,11  | 0     | 1,35           | 1       |
| Totale                                                           | Totale                                      | 13 234 | 100   | 30    |                |         |
| Votanti                                                          | Votanti                                     | 14 115 | 85,97 |       |                |         |
| Elettori                                                         | Elettori                                    | 16 418 | 100   |       |                |         |
| Fonte: Archivio storico delle elezioni - Ministero dell'Interno. |                                             |        |       |       |                |         |

### Galliate
| Partito                                                          | Partito                                     | Voti   | %     | Seggi | Differenza (%) | /       |
| ---------------------------------------------------------------- | ------------------------------------------- | ------ | ----- | ----- | -------------- | ------- |
|                                                                  | Partito Socialista Italiano                 | 2 997  | 32,37 | 10    | 15,61          | 5       |
|                                                                  | Democrazia Cristiana                        | 2 512  | 27,13 | 9     | 3,08           | 1       |
|                                                                  | Lista Aperta                                | 2 315  | 25,01 | 8     | 6,74           | 2       |
|                                                                  | Partito Socialista Democratico Italiano     | 550    | 5,94  | 1     | 2,39           | 1       |
|                                                                  | Movimento Sociale Italiano-Destra Nazionale | 352    | 3,80  | 1     | 1,40           | Stabile |
|                                                                  | Partito Liberale Italiano                   | 288    | 3,11  | 1     | 0,37           | Stabile |
|                                                                  | Partito Repubblicano Italiano               | 244    | 2,64  | 0     | 1,64           | 1       |
| Totale                                                           | Totale                                      | 9 258  | 100   | 30    |                |         |
| Votanti                                                          | Votanti                                     | 10 065 | 91,60 |       |                |         |
| Elettori                                                         | Elettori                                    | 11 174 | 100   |       |                |         |
| Fonte: Archivio storico delle elezioni - Ministero dell'Interno. |                                             |        |       |       |                |         |

### Omegna
| Partito                                                          | Partito                                     | Voti   | %     | Seggi | Differenza (%) | /       |
| ---------------------------------------------------------------- | ------------------------------------------- | ------ | ----- | ----- | -------------- | ------- |
|                                                                  | Partito Comunista Italiano-Indipendenti     | 3 620  | 33,15 | 11    | 6,73           | 2       |
|                                                                  | Democrazia Cristiana                        | 2 679  | 24,53 | 8     | 0,78           | Stabile |
|                                                                  | Partito Socialista Italiano                 | 1 856  | 17,00 | 5     | 0,32           | Stabile |
|                                                                  | Città per l'Uomo                            | 791    | 7,24  | 2     | -              | 2       |
|                                                                  | Lista Verde-Verdi Arcobaleno                | 594    | 5,44  | 1     | -              | 1       |
|                                                                  | Partito Socialista Democratico Italiano     | 474    | 4,34  | 1     | 3,09           | 1       |
|                                                                  | Movimento Sociale Italiano-Destra Nazionale | 386    | 3,53  | 1     | 0,95           | Stabile |
|                                                                  | Partito Liberale Italiano                   | 325    | 2,98  | 1     | 0,27           | 1       |
|                                                                  | Partito Repubblicano Italiano               | 195    | 1,79  | 0     | 1,71           | 1       |
| Totale                                                           | Totale                                      | 10 920 | 100   | 30    |                |         |
| Votanti                                                          | Votanti                                     | 11 746 | 89,78 |       |                |         |
| Elettori                                                         | Elettori                                    | 13 083 | 100   |       |                |         |
| Fonte: Archivio storico delle elezioni - Ministero dell'Interno. |                                             |        |       |       |                |         |

### Verbania
| Partito                                                          | Partito                                     | Voti   | %     | Seggi | Differenza (%) | /       |
| ---------------------------------------------------------------- | ------------------------------------------- | ------ | ----- | ----- | -------------- | ------- |
|                                                                  | Partito Socialista Italiano                 | 5 117  | 24,08 | 10    | 3,03           | 1       |
|                                                                  | Partito Comunista Italiano                  | 4 790  | 22,55 | 10    | 7,56           | 3       |
|                                                                  | Democrazia Cristiana                        | 4 528  | 21,31 | 9     | 2,32           | Stabile |
|                                                                  | Movimento Sociale Italiano-Destra Nazionale | 2 007  | 9,45  | 4     | 2,60           | Stabile |
|                                                                  | Lista Verde-Verdi Arcobaleno                | 1 571  | 7,39  | 3     | -              | 3       |
|                                                                  | Lega Nord Piemont Autonomista               | 1 003  | 4,72  | 2     | -              | 2       |
|                                                                  | Partito Socialista Democratico Italiano     | 748    | 3,52  | 1     | 1,11           | Stabile |
|                                                                  | Partito Repubblicano Italiano               | 707    | 3,33  | 1     | 1,16           | Stabile |
|                                                                  | Partito Liberale Italiano                   | 444    | 2,09  | 0     | 0,31           | 1       |
|                                                                  | Democrazia Proletaria                       | 331    | 1,56  | 0     | 1,13           | 1       |
| Totale                                                           | Totale                                      | 21 246 | 100   | 40    |                |         |
| Votanti                                                          | Votanti                                     | 22 866 | 86,50 |       |                |         |
| Elettori                                                         | Elettori                                    | 26 434 | 100   |       |                |         |
| Fonte: Archivio storico delle elezioni - Ministero dell'Interno. |                                             |        |       |       |                |         |

## Provincia di Vercelli

### Vercelli
| Partito                                                          | Partito                                     | Voti   | %     | Seggi | Differenza (%) | /       |
| ---------------------------------------------------------------- | ------------------------------------------- | ------ | ----- | ----- | -------------- | ------- |
|                                                                  | Democrazia Cristiana                        | 11 345 | 30,82 | 14    | 1,38           | Stabile |
|                                                                  | Partito Comunista Italiano                  | 8 864  | 24,08 | 10    | 6,60           | 3       |
|                                                                  | Partito Socialista Italiano                 | 8 063  | 21,90 | 9     | 4,00           | 2       |
|                                                                  | Lista Verde-Verdi Arcobaleno                | 2 189  | 5,95  | 2     | -              | 2       |
|                                                                  | Lega Nord Piemont Autonomista               | 1 735  | 4,71  | 2     | -              | 2       |
|                                                                  | Partito Socialista Democratico Italiano     | 1 463  | 3,97  | 1     | 0,66           | Stabile |
|                                                                  | Movimento Sociale Italiano-Destra Nazionale | 1 212  | 3,29  | 1     | 2,67           | 1       |
|                                                                  | Partito Liberale Italiano                   | 1 142  | 3,10  | 1     | 1,92           | 1       |
|                                                                  | Partito Repubblicano Italiano               | 798    | 2,17  | 0     | 1,52           | 1       |
| Totale                                                           | Totale                                      | 36 811 | 100   | 40    |                |         |
| Votanti                                                          | Votanti                                     | 39 728 | 91,72 |       |                |         |
| Elettori                                                         | Elettori                                    | 43 314 | 100   |       |                |         |
| Fonte: Archivio storico delle elezioni - Ministero dell'Interno. |                                             |        |       |       |                |         |

### Biella
| Partito                                                          | Partito                                     | Voti   | %     | Seggi | Differenza (%) | /       |
| ---------------------------------------------------------------- | ------------------------------------------- | ------ | ----- | ----- | -------------- | ------- |
|                                                                  | Democrazia Cristiana                        | 9 388  | 27,42 | 12    | 1,58           | Stabile |
|                                                                  | Partito Comunista Italiano                  | 6 686  | 19,53 | 8     | 6,03           | 3       |
|                                                                  | Partito Socialista Italiano                 | 4 257  | 12,43 | 5     | 2,70           | 1       |
|                                                                  | Partito Repubblicano Italiano               | 2 660  | 7,77  | 3     | 0,75           | Stabile |
|                                                                  | Lista Verde-Verdi Arcobaleno                | 2 648  | 7,73  | 3     | 3,14           | 2       |
|                                                                  | Partito Liberale Italiano                   | 2 580  | 7,54  | 3     | 4,80           | 2       |
|                                                                  | Lega Nord Piemont Autonomista               | 1 724  | 5,04  | 2     | -              | 2       |
|                                                                  | Movimento Sociale Italiano-Destra Nazionale | 1 563  | 4,57  | 2     | 2,17           | Stabile |
|                                                                  | Partito Socialista Democratico Italiano     | 1 543  | 4,51  | 1     | 0,52           | 1       |
|                                                                  | Union Piemontèisa                           | 910    | 2,66  | 1     | -              | 1       |
|                                                                  | Democrazia Proletaria                       | 276    | 0,81  | 0     | -              | -       |
| Totale                                                           | Totale                                      | 34 235 | 100   | 40    |                |         |
| Votanti                                                          | Votanti                                     | 37 051 | 86,03 |       |                |         |
| Elettori                                                         | Elettori                                    | 43 066 | 100   |       |                |         |
| Fonte: Archivio storico delle elezioni - Ministero dell'Interno. |                                             |        |       |       |                |         |

### Borgosesia
| Partito                                                          | Partito                                     | Voti   | %     | Seggi | Differenza (%) | /       |
| ---------------------------------------------------------------- | ------------------------------------------- | ------ | ----- | ----- | -------------- | ------- |
|                                                                  | Partito Socialista Italiano                 | 2 622  | 24,18 | 8     | 7,03           | 3       |
|                                                                  | Democrazia Cristiana                        | 2 200  | 20,29 | 6     | 3,33           | 2       |
|                                                                  | Partito Comunista Italiano                  | 2 158  | 19,90 | 6     | 7,04           | 3       |
|                                                                  | Movimento Sociale Italiano-Destra Nazionale | 947    | 8,73  | 3     | 2,87           | 2       |
|                                                                  | Partito Liberale Italiano                   | 883    | 8,14  | 2     | 0,15           | Stabile |
|                                                                  | Partito Socialista Democratico Italiano     | 804    | 7,41  | 2     | 2,19           | 1       |
|                                                                  | Lista Verde-Verdi Arcobaleno                | 771    | 7,11  | 2     | -              | 2       |
|                                                                  | Partito Repubblicano Italiano               | 458    | 4,22  | 0     | 0,27           | 1       |
| Totale                                                           | Totale                                      | 10 843 | 100   | 30    |                |         |
| Votanti                                                          | Votanti                                     | 11 702 | 91,69 |       |                |         |
| Elettori                                                         | Elettori                                    | 12 763 | 100   |       |                |         |
| Fonte: Archivio storico delle elezioni - Ministero dell'Interno. |                                             |        |       |       |                |         |

### Cossato
Template:Elezioni
| Partito                  | Partito                                     | Voti            | %     | Seggi | Differenza (%)           | Template:Aumento/Template:Diminuzione |
| ------------------------ | ------------------------------------------- | --------------- | ----- | ----- | ------------------------ | ------------------------------------- |
|                          | Partito Comunista Italiano                  | 4 075           | 37,50 | 12    | Template:Diminuzione9,02 | Template:Diminuzione3                 |
|                          | Democrazia Cristiana                        | formatnum:2301  | 21,18 | 7     | Template:Aumento0,43     | Template:Stabile                      |
|                          | Partito Socialista Italiano                 | formatnum:1430  | 13,16 | 4     | Template:Aumento0,23     | Template:Stabile                      |
|                          | Lista Verde-Verdi Arcobaleno                | 990             | 9,11  | 3     | -                        | Template:Aumento3                     |
|                          | Partito Repubblicano Italiano               | formatnum:853   | 7,85  | 2     | Template:Aumento4,35     | Template:Aumento1                     |
|                          | Movimento Sociale Italiano-Destra Nazionale | formatnum:437   | 4,02  | 1     | Template:Aumento0,38     | Template:Stabile                      |
|                          | Partito Socialista Democratico Italiano     | formatnum:359   | 3,30  | 1     | Template:Diminuzione1,14 | Template:Stabile                      |
|                          | Partito Liberale Italiano                   | formatnum:298   | 2,74  | 0     | Template:Diminuzione2,41 | Template:Diminuzione1                 |
|                          | Democrazia Proletaria                       | formatnum:123   | 1,13  | 0     | Template:Diminuzione1,50 | Template:Stabile                      |
| Totale                   | Totale                                      | formatnum:10866 | 100   | 30    |                          |                                       |
| Votanti                  | Votanti                                     | formatnum:11815 | 90,58 |       |                          |                                       |
| Elettori                 | Elettori                                    | formatnum:13043 | 100   |       |                          |                                       |
| Fonte: Template:Cita web |                                             |                 |       |       |                          |                                       |

Template:-